# Bernd Schumacher (Produzent)
Bernd Schumacher (geboren am 15. Juli 1960 in Bonn, eigentlich Bernhard Schumacher) ist ein deutscher Formatentwickler, Fernsehproduzent und Medienunternehmer.

## Leben
Schumacher wuchs mit fünf Geschwistern in Sankt Augustin bei Bonn auf, wo er die Grundschule und das Rhein-Sieg-Gymnasium besuchte, das er 1979 mit dem Abitur abschloss. Er studierte Philosophie und Anglistik in Kiel, Bonn und Berlin, ab 1985 Schauspiel bei Dorothea Gmelin und Lis Verhoeven in München. Ab 1988 trat Bernd Schumacher in freien Theaterproduktionen auf und arbeitete als Synchronsprecher beim Bayerischen Rundfunk, beim ZDF und der Taurus Film, außerdem als Nachrichtensprecher und -redakteur bei RadioSat 2000.
1989 war Schumacher Sprecher und Wortredakteur beim neu gegründeten Sender radio belcanto unter der Leitung von Helmut Markwort. Im Sommer 1990 wechselte er als Nachrichtensprecher und -redakteur zum Fernsehsender Tele 5. Im Januar 1991 berichtete er als Korrespondent aus der türkischen Stadt Diyarbakır vom alliierten Gegenschlag gegen den Irak im Zweiten Golfkrieg. Er war Autor der Reportage Allahs vergessene Kinder (Tele 5 und RTL, 1991).
Im Sommer 1991 baute Schumacher als Gründungsmitglied der Redaktion und Nahost-Korrespondent die ProSieben-Nachrichten auf, ab 1992 war er Gesicht und Reporter der Sendung Die Reporter, die 1993 mit dem „Goldenen Kabel“ ausgezeichnet wurde. 1995 baute Schumacher zusätzlich das ProSieben-Studio in Leipzig auf, das er bis 1997 leitete. Im Anschluss machte er sich als freier Autor und Beitragsproduzent für unterschiedliche Magazin- und Reportageformate selbständig.
Im Jahr 2000 gründete Schumacher die 99pro media GmbH in Leipzig mit dem Ziel, eigene Formate im non-fiction-Bereich zu entwickeln und zu produzieren. Mit der zwölfteiligen Reihe Die Teenie-Mama realisierte seine Firma im Jahr 2003 – in Koproduktion mit Janus TV – die erste Doku-Soap des Senders ProSieben.
Schumacher entwickelte 2004 das Daytime-Format We Are Family!, das die 99pro media zwischen 2005 und 2009 im Auftrag von ProSieben produzierte. Die Doppelfolge Mama ist ein Schmetterling wurde 2007 für den Grimme-Preis nominiert. 
Von 2009 bis 2013 produzierte die 99pro media das VOX-Format Auf und davon – Mein Auslandstagebuch, 2010 bis 2020 die Doku-Soap Goodbye Deutschland, für die Produzent Schumacher 2011 gemeinsam mit dem Chefredakteur der Infonetwork GmbH, Michael Wulf, und dem Chefredakteur des Senders VOX, Kai Sturm, für den Deutschen Fernsehpreis nominiert wurde. 
Von 2010 bis 2014 realisierte die 99pro media sieben Staffeln der Doku-Soap Daniela Katzenberger – natürlich blond, außerdem entwickelte und lizenzierte Schumachers Firma die Wort- und Bildmarke Daniela Katzenberger, als deren „Erfinder“ Schumacher gilt. 2011 gewannen Bernd Schumacher und Susanne Beck für die 99pro media gemeinsam mit Annette Kunze für RTL interactive den LIMA-Award für die Marke Daniela Katzenberger als „Personality-/V.I.P.-Brand des Jahres“.
2014 bis 2015 produzierte die 99pro media die vierstündige Dokumentation Asternweg, für die Schumacher als Produzent und Teil des Autorenteams im Jahr 2016 mit dem Deutschen Fernsehpreis in der Kategorie „Beste Dokumentation/Reportage“ ausgezeichnet wurde.  
Bernd Schumacher und Patricia Graf entwickelten die Doku-Soap Zwischen Tüll und Tränen, die am 22. Februar 2016 in zehn Folgen bei VOX mit zweistelligen Marktanteilen auf Sendung ging. Seit Herbst 2016 läuft das Format von Montag bis Freitag um 17 Uhr. 
Gemeinsam mit Juliane Bauermeister kreierte er das Primetime-Format Kleine Helden ganz groß, das 2017, 2018 und 2021 in drei Staffeln bei RTL II ausgestrahlt wurde. Im Jahr 2018 entwickelte Schumacher die Sendung jung, weiblich, Boss!, die bereits nach der zweiten Folge abgesetzt wurde.
Im Jahr 2019 gründete er eine True Crime Unit bei der 99pro media, die Stoffe für internationale und nationale Streaming-Anbieter entwickelte. Die Serie „Der Alptraummann“, deren Formatentwickler und Co-Produzent Schumacher war, wurde 2021 zweifach für den Deutschen Fernsehpreis nominiert und gewann diesen in der Kategorie „Bester Schnitt“.
Zum 1. Oktober 2020 verkaufte Bernd Schumacher die 99pro media GmbH an die Mediengruppe RTL Deutschland.  Er stand dem Konzern in der Funktion eines Creative Director ein halbes Jahr weiter zur Verfügung.
2021 formatierte er die Personality Soap „Diese Ochsenknechts“, die als SKY ORIGINAL im Februar 2022 erscheint.
In der Zeit der Freiheit GmbH agiert Schumacher als Business Angel für nachhaltige Startups.
Bernd Schumacher ist Vater einer 2004 geborenen Tochter.